# Рискология
Рискология — теория производства рисков в постсовременном обществе; междисциплинарное направление, взаимосвязанное с социологией, экологией, правом и другими науками, а также с частными теориями и методологиями — инвайронментализмом, глобалистикой, синдиникой, альтернативистикой.
Основной предмет рискологии — риск как аспект неопределенности и возможность проявления ситуаций, которые не имеют однозначного результата (решения). Здесь анализируются все причины, механизмы, особенности риска, участвующие в нём субъекты, способы контроля над риском и управления им (пути ухода от неопределенности, качественного и количественного расчета возможных результатов — как негативных в виде погрешностей и отступлений от намеченных целей, так и позитивных в форме достижения намеченного и т. п.).
Рискология изучается в экологическим образовании наравне с теорией устойчивого развития и другими социально-философскими и правовыми направлениями, что позволяет в процессе обучения фокусироваться на мировоззренческой, ценностной составляющей.
Теоретические основы рискологии — концепции У. Бека, Н. Лумана, Э. Гидденса, А. Мола, О. Н. Яницкого. Эти ученые и их последователи верифицируют понятие «риск»; раскрывают его характеристики, особенности механизмов его зарождения и развития; классифицируют современные риски; говорят о способах минимизации и устранения опасностей и их последствий (осуществившихся и вероятных). Наиболее значимым условием становления общества рисков представители данной концепции называют смену позитивной логики социального развития (имеющей тенденцию к достижению лучшего) негативной (базирующейся на тенденции к защите и избеганию худшего), переход от ориентации на удовлетворение потребностей к ориентации на их самоограничение.

## Методологические основы рискологии
- междисциплинарный статус;
- тесная связь теоретико-аналитического и эмпирического уровней;
- отход от антропоцентрических принципов, направленность на экоцентризм;
- значимость ценностного (а не потребительского, как ранее) мышления;
- точный мониторинг динамично (зачастую хаотично) меняющихся параметров системы «человек-общество-природа» и научного познания данной системы.

## Риск-рефлексия как базовый концепт рискологии
Рискология формирует риск-рефлексию, нацеленную: на переоценку ценностей классического рационализма (рискологи указывают, что трансформация рисков из исключительных условий в повседневную норму изменяет особенности восприятие человеком собственного бытия); активное социальное действие, сфокусированное на ликвидации негативных последствий рисков и на учёте такого опыта в дальнейшем.
Также рискология констатирует, что отсутствие риск-рефлексии ведет, с одной стороны, к сужению сознания (человек не может адекватно воспринимать обстоятельства, включая опасные), с другой — к сокращению решений, касающихся профилактики риска и, как следствие, к усилению проблем до уровня глобальных проблем. Риск-рефлексия раздвигает границы сознания, способствуя адекватному реагированию на внешние угрозы, принятию мер по их ликвидации и профилактике.

## Характеристики рисков
Постсовременные риски распространяются в массовых масштабах. Поэтому важной задачей становится развитие механизмов их нейтрализации, защиты от рисков на макро- (государство), мезо- (организации) и микро- (личности) уровнях. Главной целью экологической модернизации общества является прекращение или минимизация производства рисков.
Согласно рискологии одна из основных сфер производства рисков — экосистема. При этом экополитика западных стран сфокусирована главным образом на экономической и технологической сторонах устойчивого развития. Современные стратегии устойчивого развития ориентированы в первую очередь на уменьшение использования ресурсов, снижение уровня загрязнений, экономию разных видов энергии и т. д. Цель доктрины устойчивого развития — совмещение процессов экономического развития и сохранения среды обитания в целях и интересах будущих поколений. В то же время рискология рассчитывает потенциал жизни для всех поколений и для всей окружающей среды, а не только для человека.
Состояние общества в наш период можно считать катастрофическим. Но массовое сознание связывает катастрофу с исключительными аномалиями, полным разрушением привычного уклада. В силу этого постмодерновую реальность более точно отражают концепция риска У. Бека и теория общества всеобщего риска О. Н. Яницкого. Согласно им, риск — это не исключительная аномалия. В индустриально развитом обществе действуют не только производство общественного богатства, но и производство рисков. В итоге рискогенное/проблемное общество трансформируется в кризисное и катастрофическое в экологическом смысле. Риски повсеместны, труднопрогнозируемы и неисправимы, поскольку «пробирочной» наукой до сих пор слабо изучены все особенности и условия их появления, экспансии и накопления в окружающей (природной и искусственной) среде. Риски «демократичны», так как несут опасность для всех, в том числе для тех, кто их производит. Риски снижают значимость необходимых для жизни пространств, природных ресурсов, производственных благ и проч.
Согласно О. Н. Яницкому, российское общество сталкивается с опасностями природного и техногенного характера, которые вытекают из уровня цивилизационного развития и сливаются с социогенными рисками. В СССР тоталитарная система базировалась на идеологии, а не на рациональном выборе, управляя как всеми объектами окружающего мира, включая природные, социальные и индустриальные, так и своим развитием. Для любых экосистем подобный принцип потенциально чреват социально-экологическим кризисом. Слом тоталитарной системы шел одновременно с расхищением природных ресурсов и возрастанием рисков, вызываемых развитием этой системы. Возникший в советское время разрыв между производством рисков и возможностями авторитарной системы управлять ими в наши дни стал катастрофическим. Как следствие, большая часть современных природоохранных стратегий основана на принятии мер. Рождение эпохи общества всеобщего риска подтвердили Чернобыльская катастрофа и спровоцированные ею опасности, которые невозможно уничтожить или локализовать ни в социальном смысле, ни в пространственном.

## Типы рисков
Типы рисков классифицируются в зависимости от их источников и ареалов: 
1. средовые (провоцируемые природной средой);
2. геополитические (вытекающие из идеологии тоталитаризма, констатирующей, что наша система соседствует с враждебным миром, поэтому геосфера выступает и ресурсом, и местом противодействия этому миру);
3. социогенные (порождаемые процессами функционирования общества);
4. идеологические (следующие из принципа приоритета идеологии над культурой, а системы — над человеком).

Источники возникновения рисков могут быть как распространенными и исследованными наукой (промышленные сбои, аварии, загрязнение воздуха и проч.), так и слабоизученными и не находящими отражения в массовом сознании (опасности, спровоцированные уничтожением оружия массового поражения и т. д.).
Риски влияют на институциональные структуры; политическую систему; массовые ценности; формы коллективного участия; индивидуальное сознание и поведение (в частности, затянувшиеся кризисы и повторяющиеся катастрофы могут подпитывать идею необходимости сильной власти).
Формы общественного участия в преодолении глобальных рисков изменяются от слабых (быть информированным, пользоваться правом голоса и участия, например в экологических акциях) до сильных (влиять на процессы современного общества, контролировать риски, даже управлять ими).

## Управление рисками
Управление рисками — исследование, анализ и оценка рисков, стратегические и тактические действия по устранению, минимизации и профилактике рисков и их последствий. Предлагаются различные способы управления рисками и, как следствие, выхода из ситуации общества рисков.
- Переход к экологическому (в широком смысле) мировоззрению и сознанию.
- Экологическое воспитание, образование и информирование населения, в частности институционализация рискологии и подготовка специалистов-рискологов.
- Создание целостной системы знаний (биологических, экологических, медицинских, экономических, геополитических, социальных, философских и др.) о природных и социальных явлениях, взятых в системном социоприродном единстве
- Решение глобальных проблем с помощью глобального же сплочения социальных сил (от межгосударственных структур до широких слоев населения).
- Формирование оптимальной системы органов управления природопользованием и охраной окружающей среды.
- Перестройка международного экономического порядка.
- Ускорение развития отстающих стран.
- Выработка и последовательная максимально эффективная реализация государственной экополитики.
- Развитие и внедрение новых технологий (переход на альтернативные источники энергии — энергию ветра и т. д.).
- Формирование и применение антирискового законодательства, экологического менеджмента и др.